# ملاهاياتي
كيومالاهاياتي (آتشيه: كمل حيات) مقاتلة من سلطنة آتشيه.كان والدها يدعى الأدميرال محمود شاه. كان جدها لأبيها هو الأدميرال محمد سعيد شاه، ابن السلطان صلاح الدين شاه الذي حكم حوالي 1530-1539 م، والسلطان صلاح الدين شاه هو ابن السلطان علي مغيات شاه (1513-1530 م)، وهو مؤسس سلطنة آتشيه دار السلام.
في 1585-1604، شغلت منصب رئيس حرس القصر، والقائد السري وقائد بروتوكول الحكومة من السلطان سعيد مكمل علاء الدين راية شاه الرابع.
قادت مالاهاياتي 2000 جندي من إنونغ بالي (أرامل الأبطال الذين استشهدوا) للقتال ضد السفن والحصون الهولندية في 11 سبتمبر 1599 أثناء قتل كورنيليس دي هوتمان في معركة فردية على سطح السفينة. حصلت على لقب لاكسامانا (أدميرال) لشجاعتها، حتى أصبحت المعروف باسم لاكسامانا مالاهاياتي. وعندما توفيت، دفن جثمان مالاهاياتي على تلة كروينغ راية، لاميره، اتشيه بيسار.

## التعليم البحري
تُعرف الأدميرال ملاهاياتي أيضًا باسم كيومالاهاياتي. ولدت في آتشيه بيسار عام 1550. خلال الطفولة والمراهقة تلقت تعليمًا من القصر. لا تزال ملاهياتي مرتبطة بسلطان آتشيه. خدم والدها وجدها في سلطنة آتشيه كقادة للبحرية. ومن هناك انبثقت روح ملاهاياتي البحرية. ثم سارت على خطى والدها وجدها بتلقيه تعليماً عسكرياً تخصصاً في البحرية في أكاديمية بيت المقدس.

## قيادة إينونج بالي
بدأ نضال ملاهاياتي ضد الغزاة بعد المعركة في خليج هارو. أسطول سلطنة آتشيه البحري ضد الأسطول البرتغالي.خلال المعركة، توفي زوج ملاهاياتي، الأميرال زين العابدين. بعد وفاة زوجها، اقترحت ملاهاياتي على سلطان آتشيه تشكيل جيش يتكون من أرامل جنود أتشيه الذين ماتوا في الحرب. تم منح الطلب. تم تعيينها كقائد لجيش إينونج بالي/Inong Balee برتبة أميرال. ملاهاياتي هي أول امرأة من آتشيه تتولى هذه الرتبة.

## النضال ضد الهولنديين
تم تكليف الأدميرال ملاهاياتي وقواتها بحماية الموانئ التجارية في أتشيه. في 21 يونيو 1599، واجهت الأدميرال ملاهاياتي سفينة هولندية كانت تحاول فرض سيطرتها. الأدميرال ملاهاياتي وقواتها بالتأكيد لم يقبلوا ذلك. قاوموا وفي تلك الحادثة مات كورنيليس دي هوتمان والعديد من البحارة الهولنديين. فريدريك دي هوتمان، نائب قائد الأسطول الهولندي، اعتقل من قبل أتشيه.

## محادثات السلام
لم يكن الأدميرال ملاهاياتي جيدًا في ساحة المعركة فقط. كما أجريت محادثات سلام نيابة عن سلطان آتشيه مع الهولنديين. كانت المفاوضات محاولة هولندية للإفراج عن فريدريك دي هوتمان الذي أسرته الأدميرال ملاهاياتي. السلام تحقق. تم الإفراج عن فريدريك دي هوتمان ولكن كان على الهولنديين دفع تعويض لسلطنة آتشيه. كما أن الأدميرال ملاهاياتي أيضًا من كانت باستقبال جيمس لانكستر، مبعوث الملكة إليزابيث الأولى ملكة إنجلترا.
توفت الأدميرال ملاهاياتي عام 1615. يقع قبرها في قرية لاميره، دائرة كروينغ راية، منطقة آتشيه بيسار. حصلت الأدميرال ملاهاياتي على لقب البطل الوطني في 9 نوفمبر 2017 مع 3 أشخاص آخرين.

## التقدير

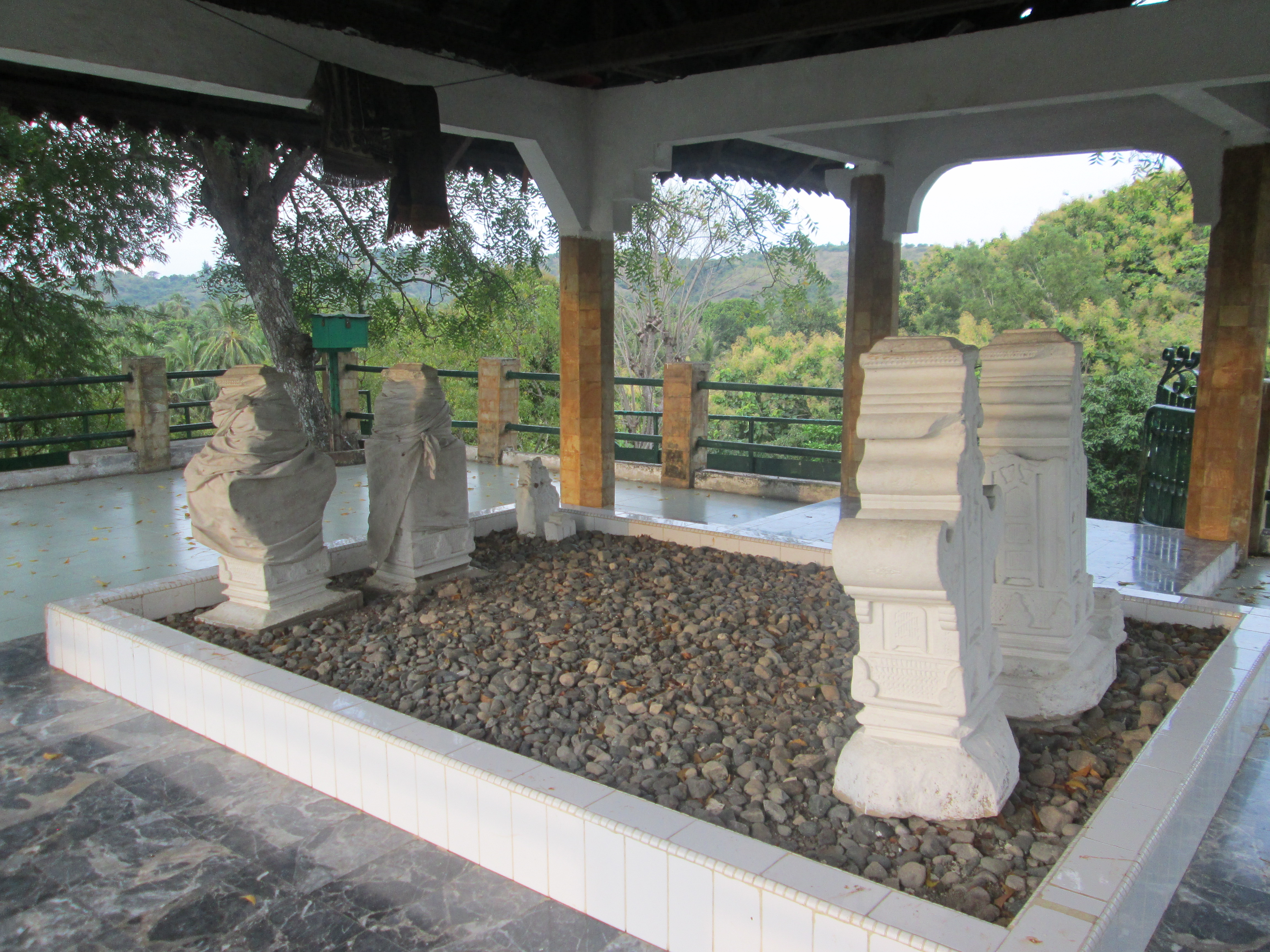
قبر ملاهاياتي على تل كروينغ راية، آتشيه بيسار

بجانب تسمية عدة شوارع في مناطق مختلفة في إندونيسيا باسمها، فقد تم أيضًا تخليد اسم ملاهاياتي بطرق مختلفة.
1. يُعرف الميناء البحري في خليج كرونغ رايا في آتشيه بيسار باسم ميناء ملاهاياتي.[13]
2. إحدى السفن المدمرة (فرقاطة) التابعة للبحرية الإندونيسية تسمى KRI Malahayati.صنعت هذه السفينة الحربية في حوض بناء السفن Wilton-Fijenoord، شيدام، هولندا في عام 1980، وتحديداً من أجل القوات البحرية الإندونيسية.
3. في عالم التعليم، توجد جامعة ملاهاياتي في بندر لامبونج.
4. سلسلة أفلام «لاكسمانا مالاهيتي» التي تروي قصة حياة ملاهاياتي تم إنتاجها في عام 2007.[14]
5. تستخدم المنظمة الوطنية الديمقراطية أيضًا اسم مالاهيتي كاسم لقسم النساء بالاسم الكامل «حرس ملاهاياتي النسائي».[15]

لأجل خدماتها لحكومة جمهورية إندونيسيا، منح الرئيس جوكو ويدودو لقب البطل القومي بناءً على المرسوم الرئاسي رقم 115 / TK / 2017 بتاريخ 6 نوفمبر 2017.

## مرجع
1. ↑   http://www.viva.co.id/berita/nasional/976105-profil-empat-pahlawan-nasional-baru-indonesia. {{استشهاد ويب}}: |url= بحاجة لعنوان (مساعدة) والوسيط |title= غير موجود أو فارغ (من ويكي بيانات) (مساعدة)
2. ↑   http://aceh.tribunnews.com/2017/11/10/presiden-anugerahkan-gelar-pahlawan-kepada-keumalahayati. {{استشهاد ويب}}: |url= بحاجة لعنوان (مساعدة) والوسيط |title= غير موجود أو فارغ (من ويكي بيانات) (مساعدة)
3. ↑   https://nasional.tempo.co/read/1032410/mengenal-4-tokoh-yang-dianugerahi-gelar-pahlawan-nasional. {{استشهاد ويب}}: |url= بحاجة لعنوان (مساعدة) والوسيط |title= غير موجود أو فارغ (من ويكي بيانات) (مساعدة)
4. ↑  Laksamana Keumalahayati نسخة محفوظة 11 مارس 2016 على موقع واي باك مشين.
5. ↑  Kronik Perempuan-perempuan Pejuang Aceh di Kalyanamedia نسخة محفوظة 20 سبتمبر 2019 على موقع واي باك مشين.
6. ↑  Laksamana Malahayati dan bangsa kita نسخة محفوظة 26 أبريل 2015 على موقع واي باك مشين.
7. ↑  Setyadi، Agus. "Jadi Pahlawan Nasional, Makam Laksamana Malahayati Bersolek". detiknews. مؤرشف من الأصل في 2020-03-07. اطلع عليه بتاريخ 2019-11-06.
8. ↑  Media, Kompas Cyber. "PROFIL PAHLAWAN: Malahayati, Laksmana Laut Perempuan Pertama di Dunia". KOMPAS.com (بالإندونيسية). Archived from the original on 2019-11-11. Retrieved 2020-04-27.
9. ↑  "Mengenal Sosok Laksamana Malahayati, Tempuh Pendidikan Militer hingga Dapat Gelar Pahlawan". Tribun Jakarta (بid-ID). Archived from the original on 2021-01-01. Retrieved 2020-04-27.{{استشهاد ويب}}:  صيانة الاستشهاد: لغة غير مدعومة (link)
10. ↑  Raditya, Iswara N. "Matinya Cornelis de Houtman di Tangan Malahayati". tirto.id (بالإندونيسية). Archived from the original on 2018-01-23. Retrieved 2020-04-27.
11. ↑  "Malahayati, Laksamana Wanita Aceh Pertama di Dunia yang Juga Diplomat Ulung". Blog (بالإنجليزية الأمريكية). 7 Dec 2017. Archived from the original on 2021-01-02. Retrieved 2020-04-27.
12. ↑  "Pahlawan Nasional: Laksamana Malahayati - Bobo". bobo.grid.id (بالإندونيسية). Archived from the original on 2020-05-31. Retrieved 2020-04-27.
13. ↑  Pelabuhan Malahayati نسخة محفوظة 19 يناير 2019 على موقع واي باك مشين.
14. ↑  "Marcella Zalianty Produseri Film Laksamana Malahayati". Serambi Indonesia (بid-ID). Archived from the original on 2019-11-06. Retrieved 2019-11-06.{{استشهاد ويب}}:  صيانة الاستشهاد: لغة غير مدعومة (link)
15. ↑  Metro TV 19 Juli 2011, pukul 21.30
16. ↑  Nugroho، Bagus Prihantoro (9 نوفمبر 2017). "Jokowi Tetapkan Laksamana Malahayati Jadi Pahlawan Nasional". detiknews. مؤرشف من الأصل في 2019-01-19. اطلع عليه بتاريخ 2017-11-09.
17. ↑  "Melihat makam Laksamana Malahayati yang telah dipercantik". merdeka.com (بالإنجليزية). Archived from the original on 2020-04-23. Retrieved 2019-11-06.